# Atanasio Nikítin
Atanasio Nikitin (Tver c.1433 – Smolensko, 1475),  (en ruso: Афанасий Никитин, translit. Afanasi Nikitin lit. ‘Atanasio hijo de Nikita'), fue un mercader, explorador y escritor ruso, el primer mercader ruso conocido y uno de los primeros europeos (después de Niccolò Da Conti) en viajar (1466-1474) y documentar su visita a la India —30 años antes que el navegante portugués Vasco da Gama—, tras pasar por Persia.  Se ha llamado a Atanasio Nikítin “el Marco Polo ruso."
Partió de Tver y Nizhny Novgorod y en su camino de regreso, conoció Somalia, Mascate (Omán) y Turquía, falleciendo poco antes de lograr llegar a Tver.
Las notas de las impresiones y observaciones que tomó durante su itinerario se conservaron; en 1475 cayeron en manos de un escribiente, Vasili Mómyrev, y fueron incluidas resumidas en el cuerpo de crónicas de 1489. Esa fue la primera descripción en la literatura rusa no una peregrinación , sino de un viaje comercial, lleno de observaciones sobre el sistema político, la economía y la cultura de otros países. En 1817, Nikolái Karamzín, descubrió y editó las notas completas como una narración independiente conocida como Un viaje más allá de los tres mares (en ruso: Хождение за три моря, Khozhdeniye za tri morya). 

## El viaje
Nikitin era hijo de campesinos que llegó a ser mercader de Tver. En 1466, Nikitin dejó su ciudad natal de Tver en un viaje comercial a la India. En Nizhny Novgorod, Afanasy estuvo esperando a Hasan-bek, el enviado de Iván el Grande al sah de Shirvan, durante dos semanas, y continuó su viaje con él. Viajaron por el río Volga, y fueron atacados y robados por los tártaros en la desembocadura del Volga, cerca de Astracán.
Nikitin y otros comerciantes que acompañaban al embajador no pudieron regresar; de regreso, río arriba, no se les permitió. Fueron en dos barcos a Derbent , y durante una tormenta, el barco más pequeño se estrelló en la costa cerca de la ciudad de Tarki, y los kaytaks tomaron a todos prisioneros. Logró llegar a Derbent (en Daguestán),  donde se esforzó en vano por encontrar los medios para regresar a Rusia, al haber perdido sus mercancías. No podía volver ignominiosamente, sin mercancía ni dinero, y en septiembre de 1468, al no conseguirlo, se fue a Bakú y más tarde  a la provincia persa de Mazanderan cruzando el mar Caspio. Vivió en Persia durante un año. En la primavera de 1469, Nikitin llegó a la ciudad de Ormuz y luego, tras cruzar el mar arábigo y realizar varias estancias prolongadas en el camino, llegó al sultanato bahmaní, donde residiría durante tres años. Por lo que relata, parece que se ganaba la vida vendiendo caballos. Durante ese tiempo visitó el santuario hindú de Perwattum, al que llamó «la Jerusalén de los hindúes».  En 1740 Atanasio Nikitin visitó Chaul.
En 1473 decidió volver a Rusia y en su camino de regreso, Nikitin visitó Muscat, el sultanato árabe de Somalia y Trebisonda, y en 1474 llegó a Feodosiya cruzando el mar Negro. De camino a Tver, Nikitin murió no lejos de Smolensk en el otoño de ese año (1474/1475).
Durante su viaje, Nikitin estudió la población de la India, su sistema social, su gobierno, sus militares (presenció juegos de guerra con elefantes de guerra), su economía, religión, estilos de vida y recursos naturales. La abundancia y confiabilidad del material fáctico de Nikitin proporciona una valiosa fuente de información sobre la India en ese momento, y sus comentarios sobre el comercio deOrmuz, Cambay, Calicut, Dabhol, Ceilán, Pegu y China; sobre la entradas reales y otras funciones, tanto eclesiásticas como civiles, en Bahmani, y las maravillas de la gran feria de Perwattum, así como sus comparaciones de lo ruso y lo indio, merecen una atención especial.

## Nikitin, cristianismo e islam

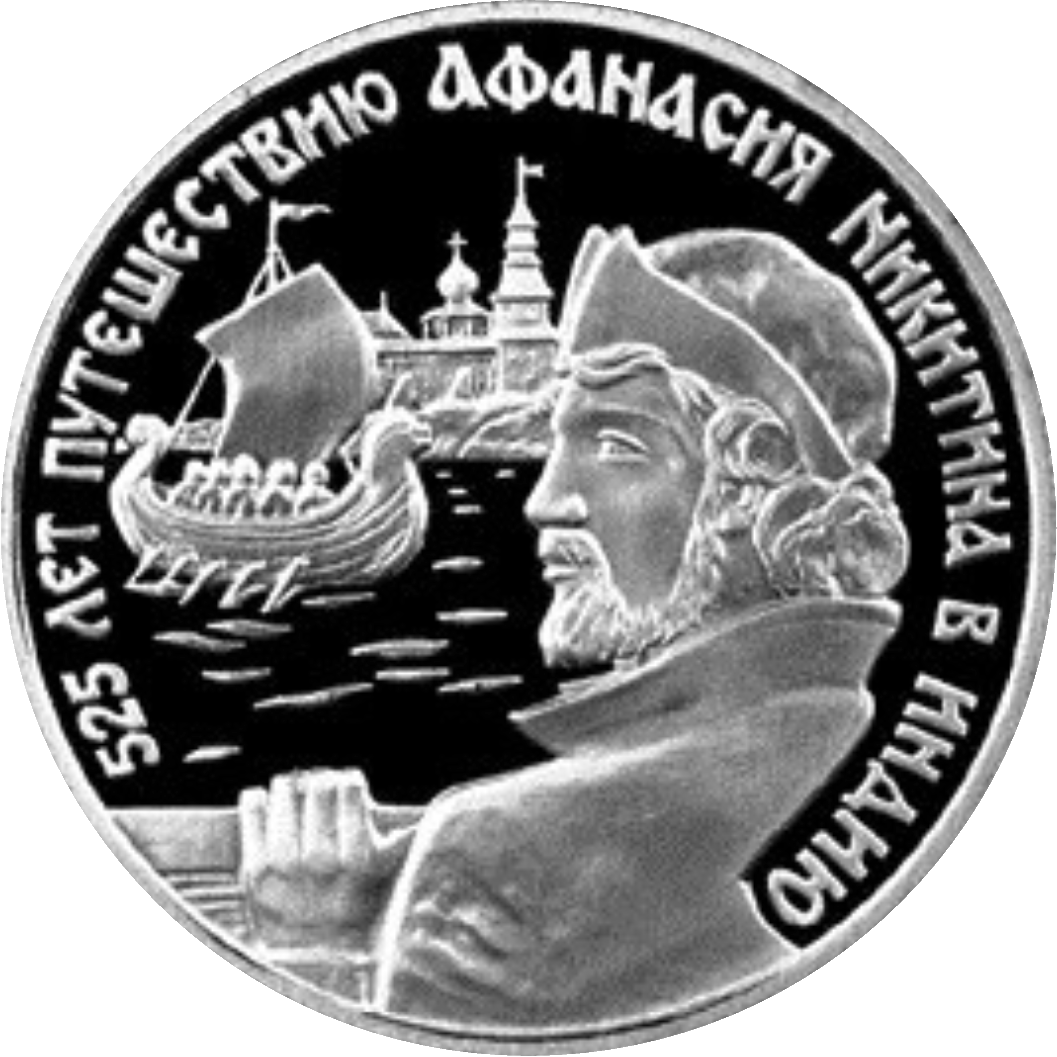
Moneda conmemorativa de 1997 del Banco de Rusia. Nikitin en Rus'

Después de estudiar el relato de Nikitin, y especialmente sus referencias al Islam (en ese momento, gran parte de la actual India estaba gobernada por sultanes musulmanes y había un número considerable de comerciantes musulmanes viviendo a lo largo de la costa), particularmente las oraciones que transcribe del árabe y el turco a letras cirílicas, Gail Lenhoff y Janet Martin especularon que Nikitin podría haberse convertido al islam mientras estaba en India.
Su pérdida de contacto con el cristianismo y su vida continua entre los musulmanes (y el aparente desvío del cristianismo y conversión al islam) molestaba a Nikitin y así lo menciona varias veces en su relato. De hecho, Nikitin comienza su relato llamándolo su «viaje pecaminoso más allá de los tres mares». Sigue explicando que, si bien continuaba fechando los eventos por las fiestas religiosas cristianas e invocaba a la "Madre de Dios y a los santos" ("los Santos Padres"), no recordaba cuándo eran las conmemoraciones cristianas, no pudiendo celebrar la Pascua y otros días festivos móviles, ni mantener los ayunos cristianos (Cuaresma, el ayuno por san Pedro, el ayuno de Adviento, etc.). Por lo tanto, Nikitin mantuvo los ayunos en las mismas fechas que los musulmanes y rompió el ayuno cuando ellos lo hicieron (por ejemplo, en Ramadán). También escribió que en Bindar, en el tercer año de su viaje, «derramó muchas lágrimas por la fe cristiana». Muy cerca del final de su relato, Nikitin escribió sobre su deseo de regresar a Rusia y a la fe cristiana: «Yo, Afanasy, un servidor maldito de Dios Todopoderoso, Creador del cielo y de la tierra, reflexioné sobre la fe cristiana, el bautismo de Cristo., los ayunos establecidos por los Santos Padres y los mandamientos apostólicos, ¡y anhelaba volver [regresar] a la Rus!».
Yakov Lurye, editor de Journey de Nikitin, ve su conversión como dudosa, y señala que un converso circuncidado hubiera sido perseguido o incluso ejecutado en Rusia, por lo que si Nikitin se hubiera convertido realmente en musulmán, habría evitado regresar a su país, mientras que de hecho murió en su camino de regreso en Lituania, no lejos de la frontera moscovita.[cita requerida]

## Nikitin en la memoria moderna

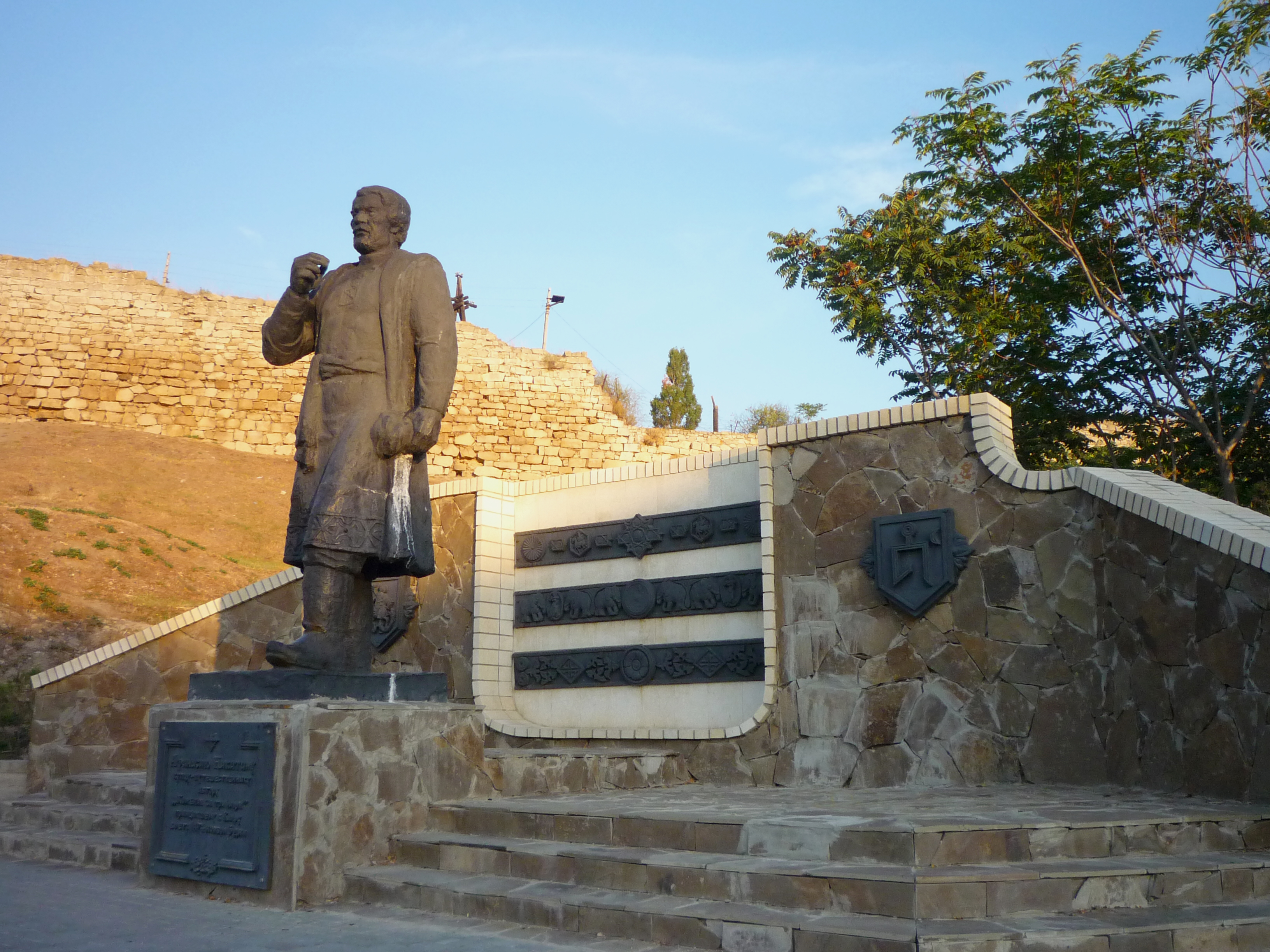
Monumento a Afanasy Nikitin en Feodosia, Crimea

En 1955, las autoridades locales de la ciudad de Tver erigieron un monumento de bronce presentando a Afanasy Nikitin en la orilla del río Volga, el escultor fue Sergei Orlov. Hay una leyenda urbana alegando que esta estatua fue levantada apresuradamente como consecuencia de una visita oficial de Nikita Khrushchev a la India, allí se entrevistó con el primer ministro indio Jawaharlal Nehru, y Nehru preguntó a Jrushchov si la Unión Soviética   habían homenajeado al primer ruso que visitó la India. Deseoso de contentar a su anfitrión, Jrushchov mintió y declaró que había una estatua de Nikitin en la URSS, pero de inmediato contactó a las autoridades locales soviéticas ordenando erigir un monumento de Nikitin antes de la visita de Estado de Nehru a la URSS. La estatua apareció en un sello postal ruso en 2005 para conmemorar el 75.º aniversario del establecimiento de la región de Tver (óblast). Nikitin también apareció en una moneda que conmemora el 525.º aniversario de su viaje.
En 1958, el Estudio Mosfilm soviético y la productora "Naya Sansar International" del director indio Khwaja Ahmad Abbas coprodujeron una película titulada The Journey Beyond Three Seas ("El viaje más allá de los tres mares") con Oleg Strizhenov como Nikitin. 
En 2000, se erigió un obelisco negro en honor de Nikitin en la localidad de Revdanda, a 120 km al sur de Mumbai, el lugar probable donde Nikitin puso un pie por primera vez en India.
En 2006, la organización india Adventures & Explorers, con el apoyo de la Embajada de la India en Moscú y de la Administración Regional de Tver, patrocinó una "Expedición Nikitin", en la que 14 viajeros rusos partieron de Tver para volver a recrear el viaje de Nikitin a través de Rusia, Oriente Medio y Asia central hasta la India. La expedición duró del 12 de noviembre de 2006 al 16 de enero de 2007. El periódico indio The Hindu presentó varios informes sobre el progreso de la expedición. Después de llegar a la India, dos miembros de la expedición partieron en marzo de 2007 desde Mumbai en SUVs para seguir los viajes de Nikitin por la propia India.
El monte submarino Afanasy Nikitin en el océano Índico recibe su nombre en su honor.

## En la cultura popular
La banda de rock rusa Aquarium compuso una canción "Afanasy Nikitin Boogie".  La banda de power metal Epidemia  compuso una canción  "Хождение за три моря" (Khozhdeniye za tri morya – "Walking the Three Seas") sobre los escritos de Nikitin. Una marca de cerveza de Tver, "Afanasy", lleva el nombre de Afanasy Nikitin.

## Obras
- Viaje más allá de los tres mares (en ruso: Хождение за три моря, Khozhdeniye za tri morya), editorial Laertes, Barcelona, 1985.

Hay una adaptación cinematográfica, "Pardesi" (1957)